# Jan Stanisław Kurcz
Jan Stanisław Kurcz herbu Radwan (zm. 10 lutego 1684 roku) – marszałek lidzki w latach 1683–1684, wojski lidzki w 1649 roku, chorąży lidzki w latach 1649-1682, dworzanin Jego Królewskiej Mości.
17 października 1655 roku złożył przysięgę na wierność carowi Aleksemu Michajłowiczowi. 
Poseł sejmiku lidzkiego na sejm 1661 roku, sejm zwyczajny abdykacyjny 1668 roku.
Na sejmie abdykacyjnym jako poseł lidzki 16 września 1668 roku podpisał akt potwierdzający abdykację Jana II Kazimierza Wazy. Był posłem powiatu lidzkiego województwa wileńskiego na sejm nadzwyczajny 1672 roku.
Brał udział w elekcjach Jana II Kazimierza Wazy, Michała. W 1674 roku był elektorem Jana III Sobieskiego z powiatu lidzkiego. Był wybierany do wielu komisji na sejmach 1648–1676. Poseł na sejm koronacyjny 1676 roku z Lidy.  Poseł na sejm grodzieński 1678–1679 roku. Poseł na sejm 1683 roku.
Wnuk Marcina, brat Stefana. Żona – Barbara z domu Drucka-Sokolińska, primo voto Hołowczyńska, wdowa po Jerzym, kasztelanicu mścisławskim – zapisała mu w 1651 roku Kniażyce i Jamnicę.